# Iglesia de Norashén
Norashen (en armenio: Նորաշեն, "recién construido"; en georgiano: ნორაშენი, Norasheni) es una Iglesia apostólica armenia no funcional de Tiflis, Georgia. Se encuentra en el ciudad vieja, cerca de la catedral de Sioni y de la iglesia Jvaris Mama.
La iglesia ha sido históricamente conocida como la Iglesia de la Santa Madre de Dios (Սուրբ Աստվածածին, Surb Astvatsatsin). Construida a principios del siglo XVI, la iglesia perteneció a la Iglesia Apostólica Armenia hasta que fue clausurada y confiscada por las autoridades soviéticas en la década de 1930, sirviendo posteriormente como biblioteca. Tras la desintegración de la Unión Soviética, el clero de la Ortodoxa Georgiana la consagró como iglesia ortodoxa en 1995, y se eliminaron los vestigios armenios del interior y los alrededores de la iglesia. Las protestas armenias provocaron su cierre indefinido.
En 2008 surgió otra polémica en torno a la iglesia, cuando un sacerdote georgiano construyó una valla alrededor de la iglesia e intentó retirar algunas de las lápidas armenias. Es una de las varias iglesias armenias de Tiflis desaparecidas que la Iglesia armenia ha intentado sin éxito volver a utilizar en el periodo postsoviético.

## Historia
La iglesia fue construida en 1507 por un acaudalado noble armenio llamado Satat (Սատաթ), que probablemente ostentaba el título de paron (barón). La dedicó a la memoria de su abuelo, su padre, su esposa, sus tres hijos y él mismo. La iglesia fue renovada en 1650, gracias a la financiación de Khoja Nazar de Nueva Julfa, que erigió un khachkar empotrado en la pared interior un año antes, en 1649. Los frescos de la iglesia fueron creados por Hovnatan Hovnatanian de la prominente familia Hovnatanian en 1793.  La iglesia sufrió grandes daños en 1795 durante la Invasión persa de Tiflis por Aga Muhammad Khan.  Melik Avetik, de la familia Behbudian (Bebutashvili), ordenó una renovación completa de la iglesia en 1795 que probablemente duró hasta 1808.
La iglesia sufrió varias renovaciones más a lo largo del siglo XIX, en 1830-1835, 1857, 1897 y 1899. En 1858 y 1866, respectivamente, se establecieron en la iglesia escuelas para niños y niñas. Como muchos otros lugares de culto, Norashen fue una de las iglesias armenias de Tiflis clausuradas por las autoridades soviéticas el 22 de diciembre de 1933. En 1972, la iglesia albergaba una biblioteca científica de la Academia de Ciencias de la RSS de Georgia. Según Samvel Karapetyan, en 1983 se hicieron algunos cambios en la iglesia cuando se estaba renovando la zona. Al parecer, los empleados de la División de Conservación de Monumentos, bajo la supervisión de Shota Kavlashvili, arquitecto jefe de Tiflis, eliminaron el pórtico norte de la iglesia como "redundancia" y desaparecieron algunas lápidas armenias.

## Galería

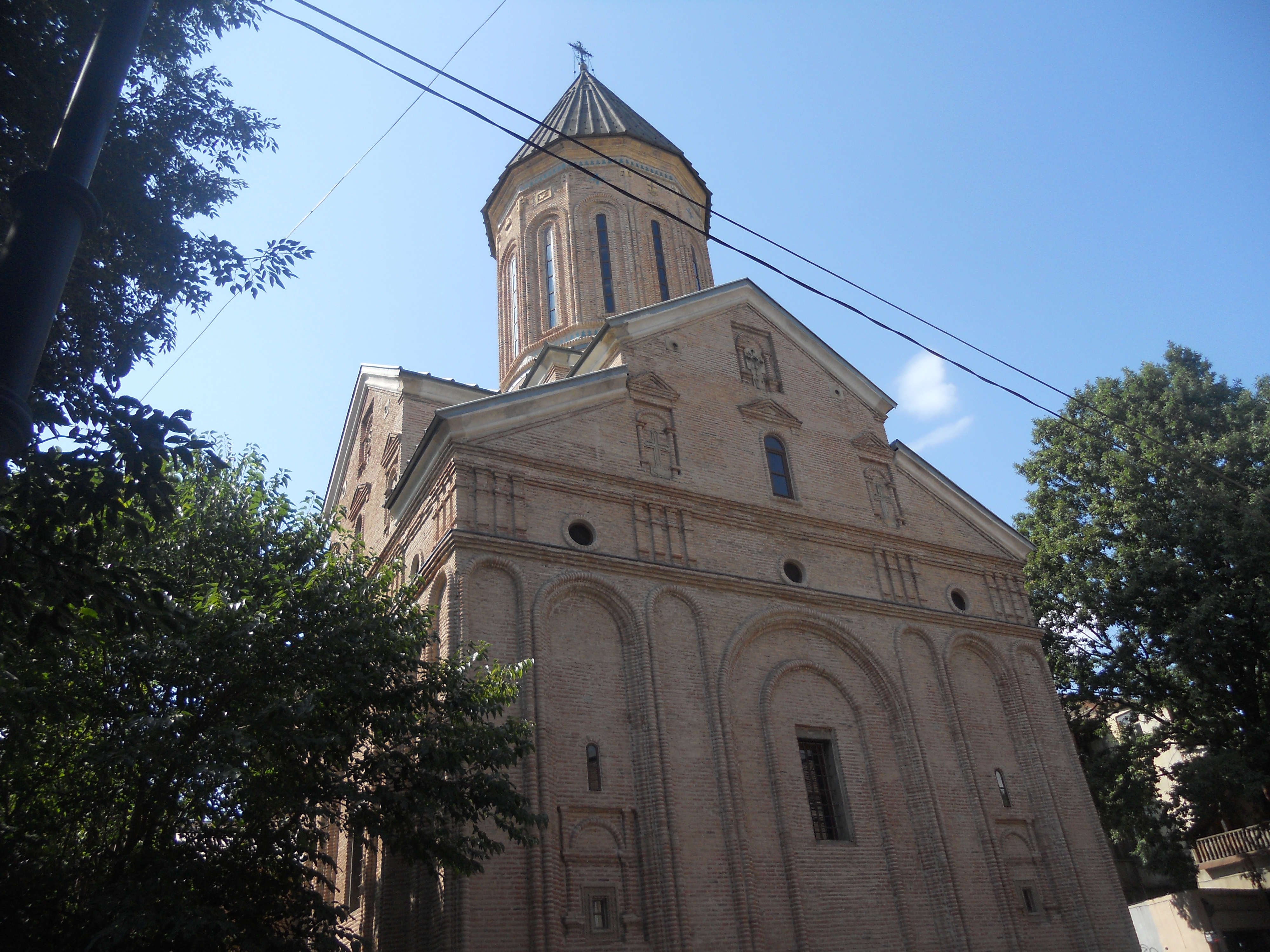
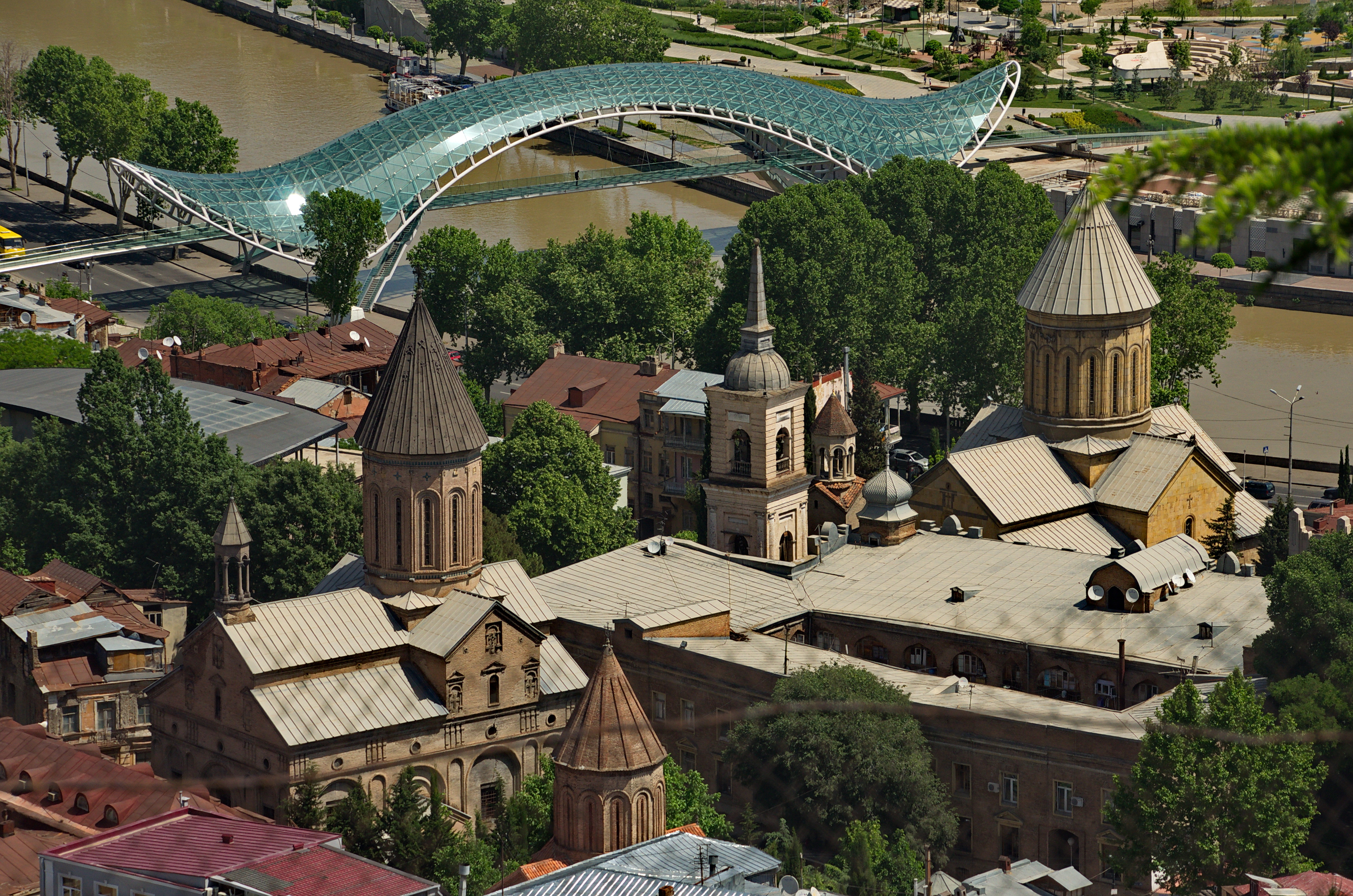
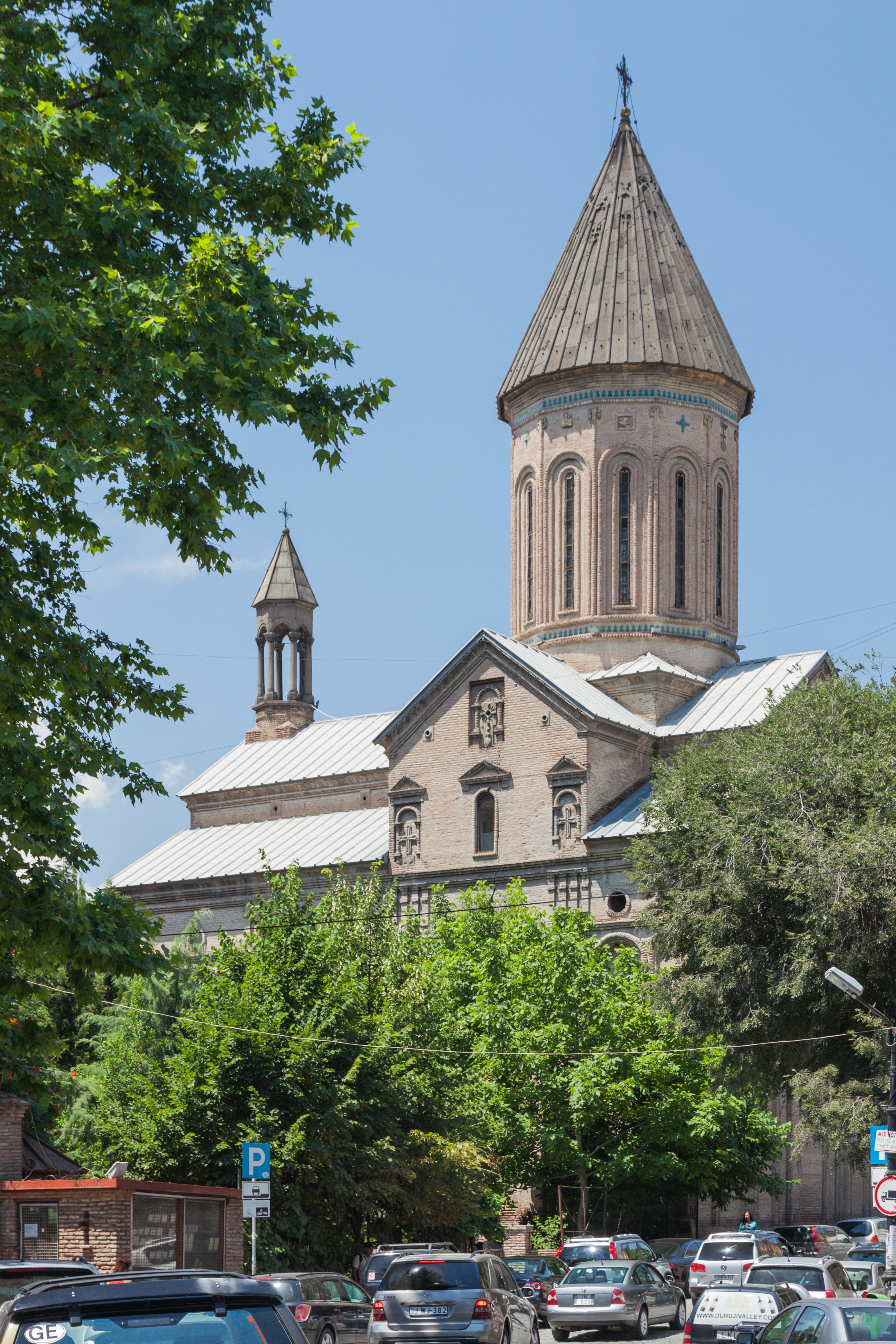
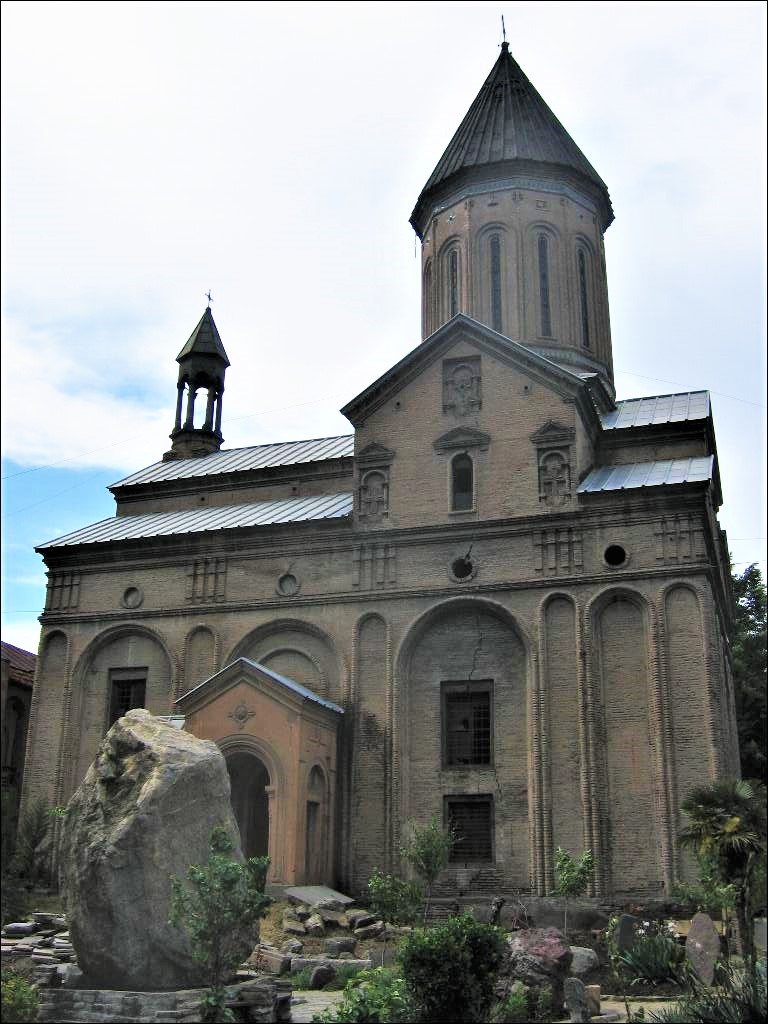
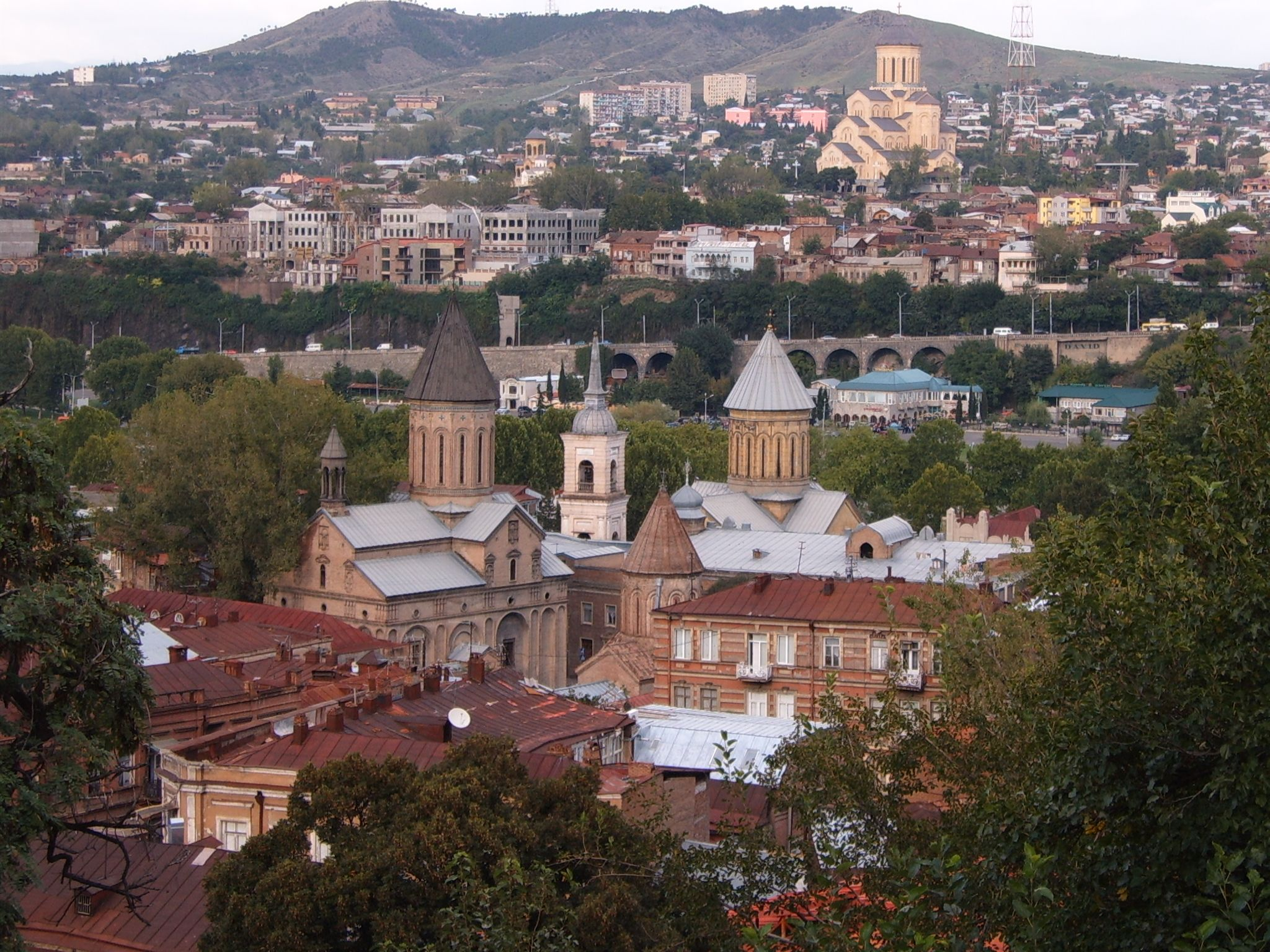
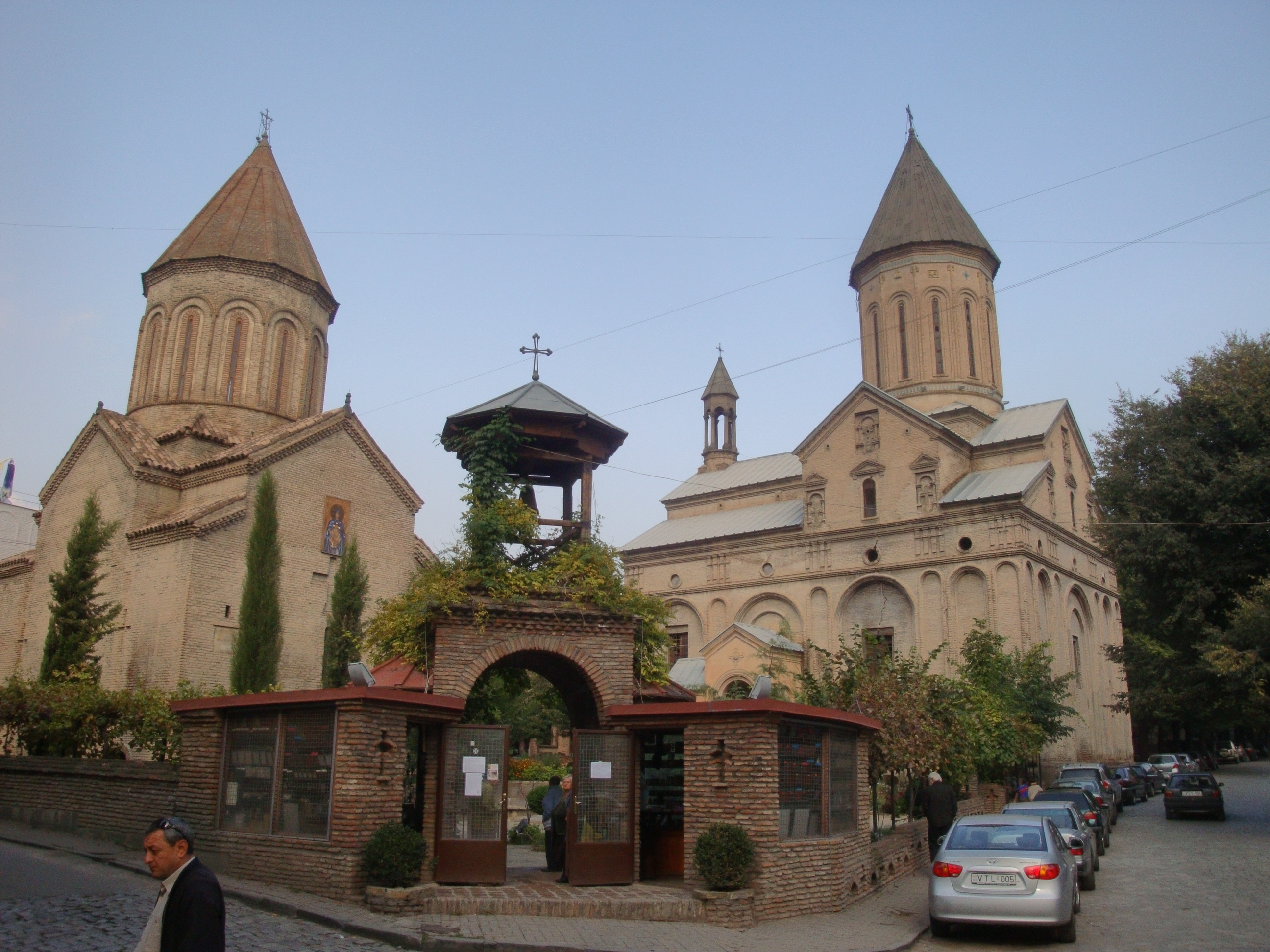
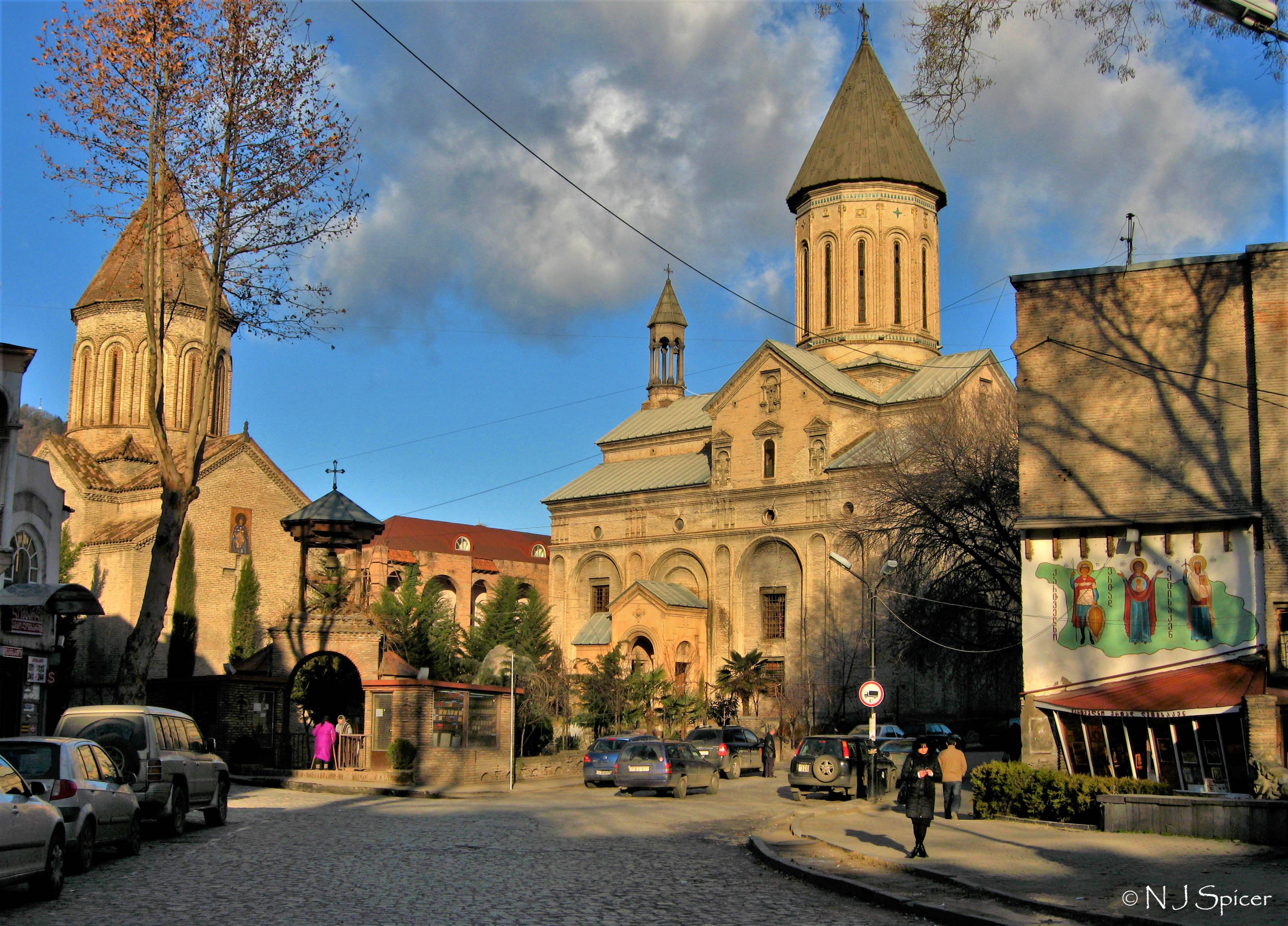
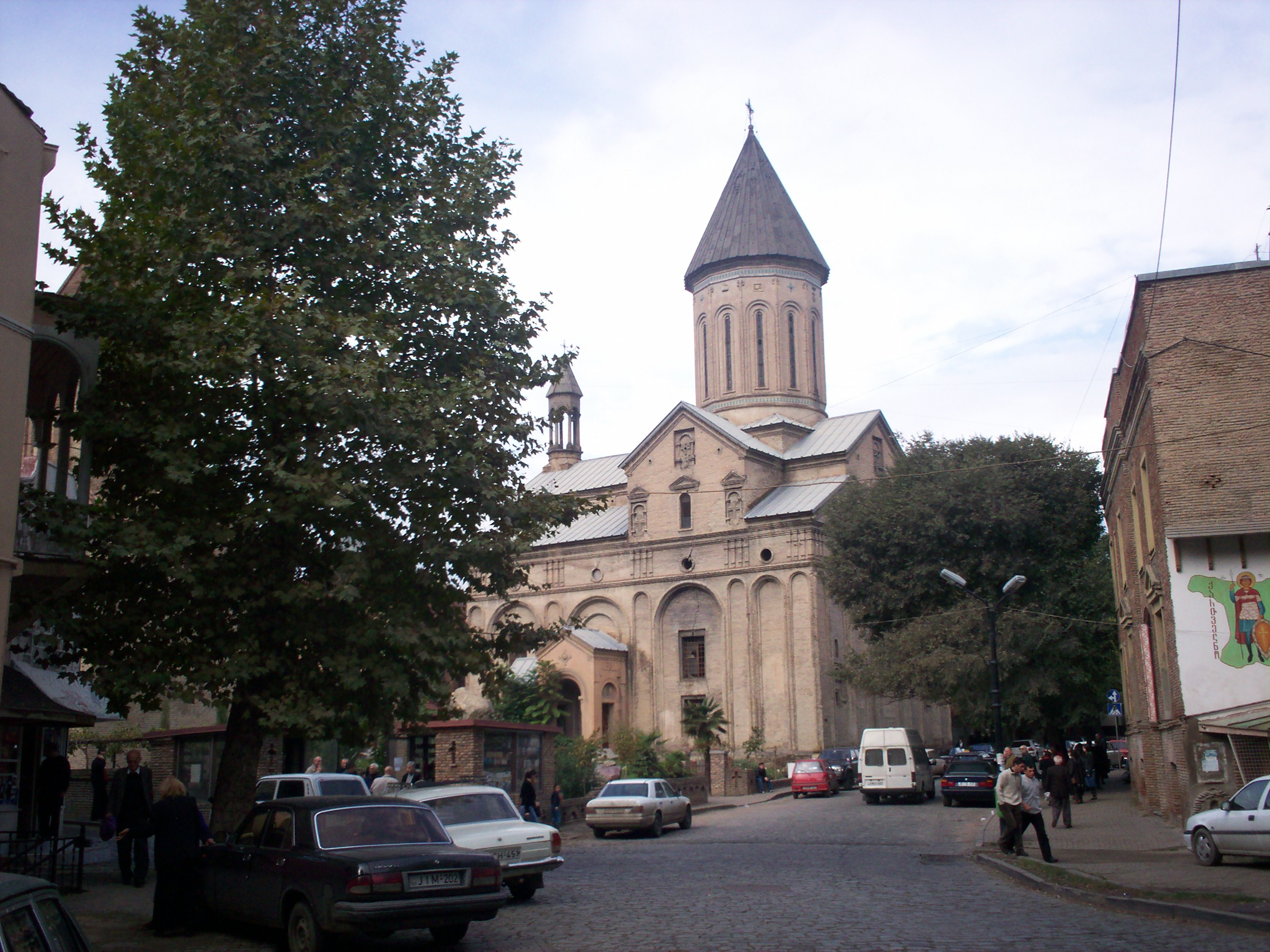
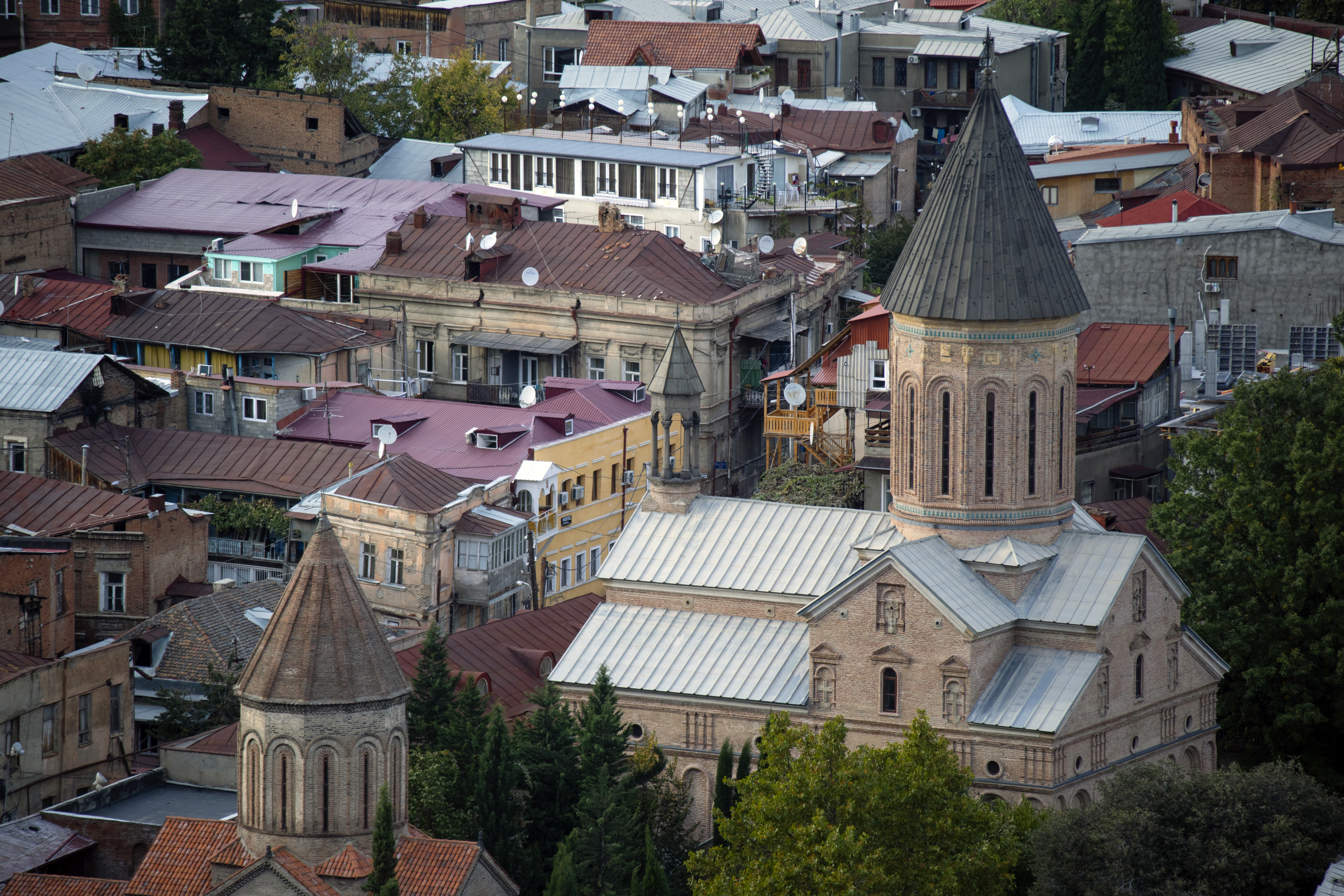
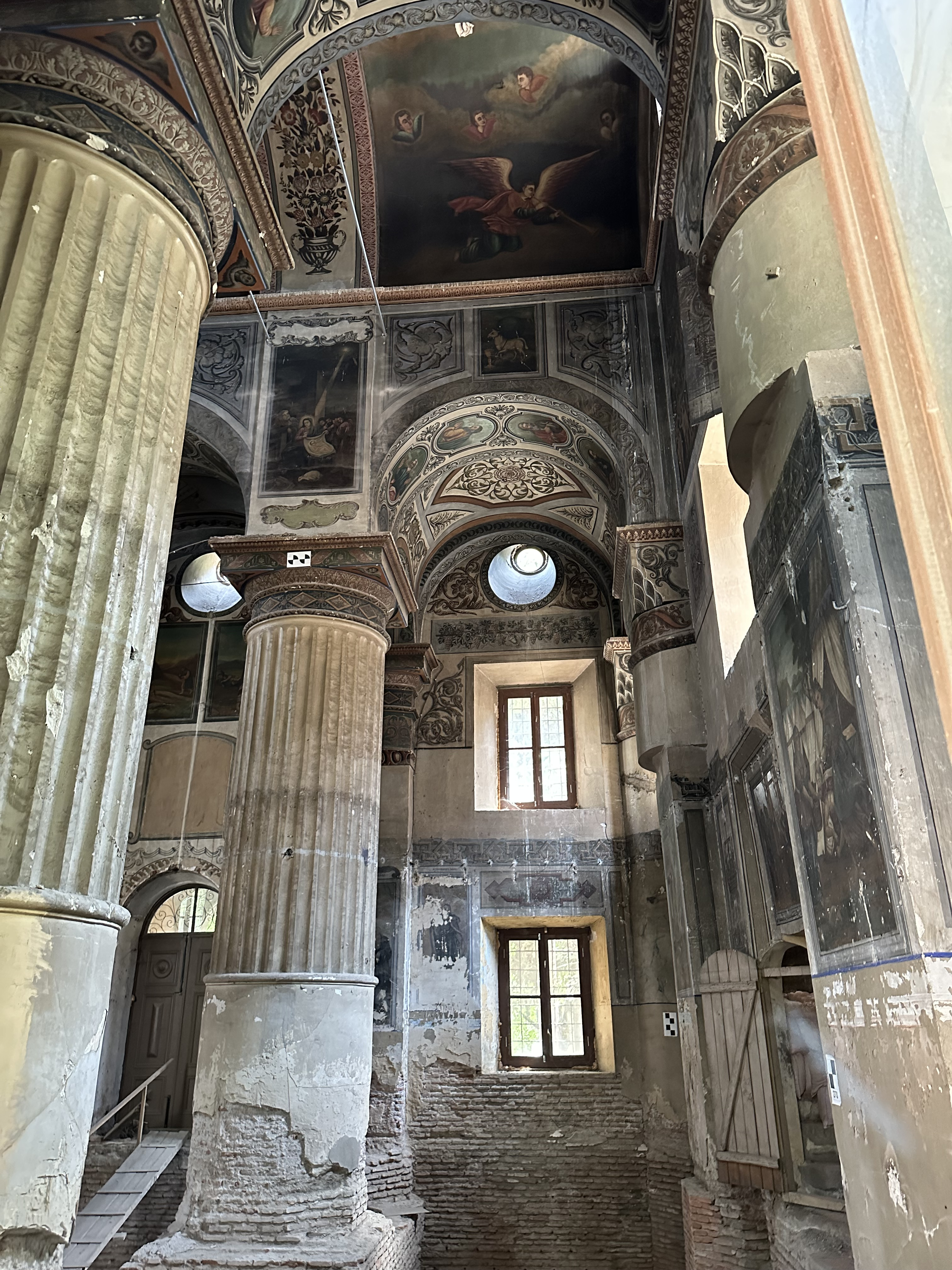